# Go-Ichijo
Keizer Go-Ichijō (後一条天皇, Go-Ichijō-tennō, 12 oktober 1008 – 15 mei 1036) was de 68e keizer van Japan, volgens de traditionele opvolgingsvolgorde. Hij regeerde van de 29e dag van de 1e maand van Chōwa 5 (1016) tot de 17e dag van de 4e maand van Kantoku 2 (1036).

## Genealogie
Go-Ichijō was vernoemd naar zijn vader, keizer Ichijo. Het voorvoegsel go- (後), kan worden vertaald als “later” of “tweede”, waardoor zijn naam vrij vertaald “Ichijo de tweede” betekent. Zijn persoonlijke naam (imina) was Atsuhira-shinnō (敦成親王).
Go-Ichijo was Ichijō’s tweede zoon. Zijn moeder was Fujiwara no Akiko. Go-Ichijo had tijdens zijn leven zelf een keizerin, Fujiwara no Ishi. Met haar kreeg hij twee dochters: Akiko/Shōshi (章子内親王) en Kaoruko/Keishi (馨子内親王).

## Leven

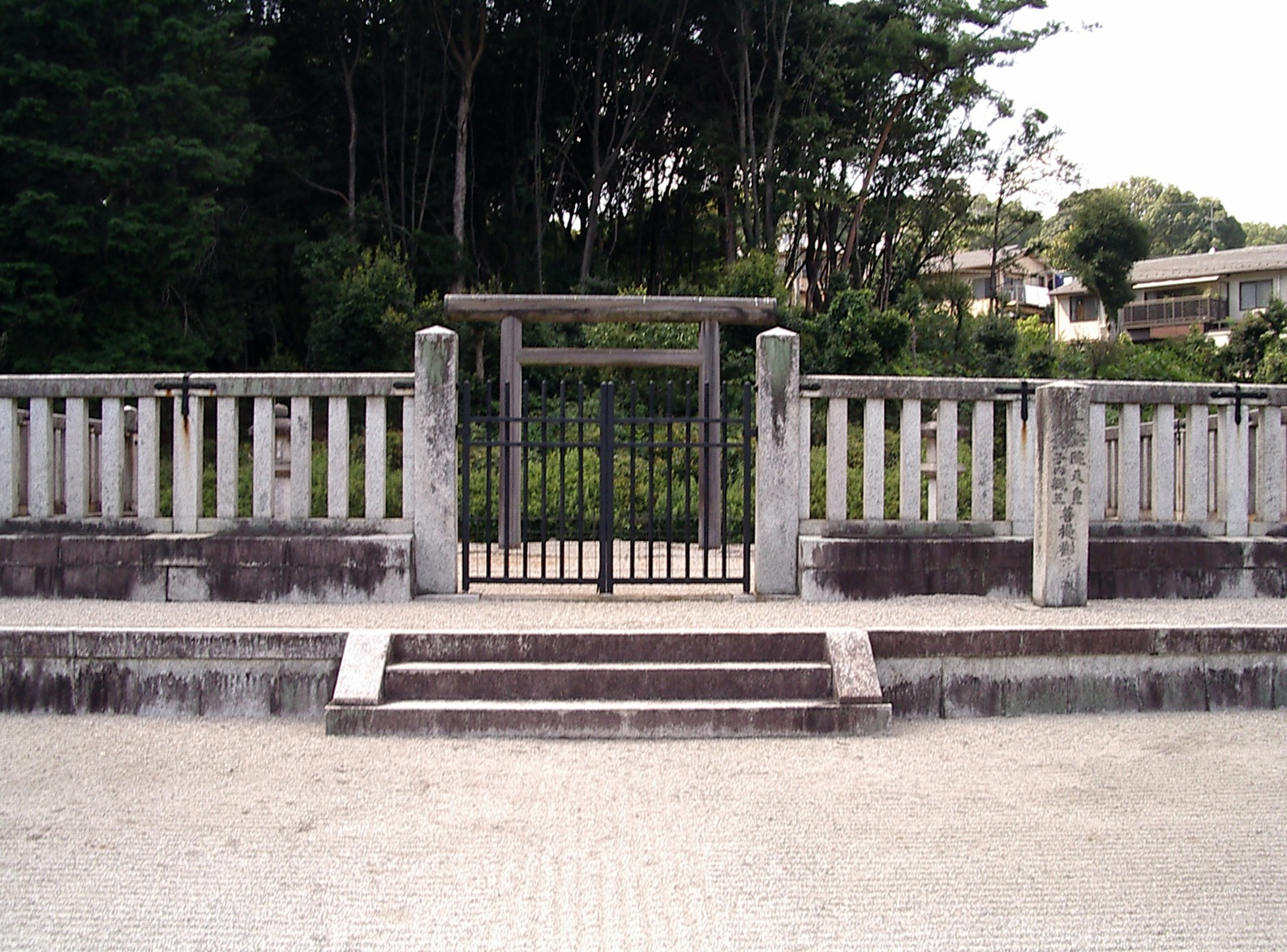
Tombe van keizer Go-Ichijō en een van zijn dochters, Kyoto

Go-Ichijō werd op zijn achtste gekroond tot keizer nadat Sanjo was afgetreden. Vanwege zijn jonge leeftijd trad Fujiwara no Michinaga op als zijn sesshō (regent). Hij had daarmee gedurende de eerste jaren van Go-Ichijo’s regeerperiode de feitelijke macht in handen.
Tijdens zijn leven ondernam Go-Ichijō onder andere een pelgrimstocht naar de schrijn Iwashimizu Hachiman-gū. De keizer en zijn gezelschap reisden in 15 boten. Een van de boten kapseisde, waarbij 30 opvarenden het leven verloren.
In 1036 trad Go-Ichijō af als keizer. Een maand later stierf hij op 29-jarige leeftijd.

## Tijdperken
Go-Ichijō’s regeerperiode omvat de volgende tijdperken van de geschiedenis van Japan:
- Chōwa (1012-1017)
- Kannin (1017-1021)
- Jian [ja] (1021-1024)
- Manju (1024-1028)
- Chōgen (1028-1037)

* Regent Jingu staat niet op de traditionele lijst.